# Montels (Hérault)
Montels település Franciaországban, Hérault megyében. Lakosainak száma 243 fő (2022. január 1.). Montels Cuxac-d’Aude, Ouveillan és Capestang községekkel határos.

## Népesség
A település népességének változása:
| Lakosok száma | 140  | 123  | 134  | 221  | 246  | 250  | 252  | 254  | 249  | 243  |
|               | 1968 | 1982 | 1990 | 2006 | 2013 | 2015 | 2017 | 2019 | 2020 | 2022 |